# آیین مزدک
آیین مزدک یا مزدکیه یک جنبش مذهبی مشتق‌شده از مزدیسنا و با مفاهیم اجتماعی بود که در دوران حکومت قباد (۴۸۸–۵۳۱ میلادی)، خیزش‌هایی انقلابی در ایران به‌وجود آورد و ماهیتی شبه‌سوسیالیستی داشت ولی در پایان حکومت قباد، عمدتاً در نتیجهٔ کوشش‌ها و اقدامات خسرو انوشیروان، پسر و جانشین قباد، به سختی سرکوب شدند. این جنبش مساوات‌خواهانه، در حادترین شکل خود، منادی توزیع منصفانهٔ ثروت و شکستن یا کاستن موانعی بود که برای تمرکز مالکیت و زنان در  طبقاتِ دارای امتیاز ایجاد شده بودند.

## پیدایش
گفته می‌شود جنبش مزدکی را زرتشت فرزند خرگان، موبد یا موبد موبدان فسا در فارس بنیاد نهاد که پیروانش زرادشتکان خوانده می‌شدند، کریستین‌سن این زرادشت را با یک مانوی به نام بوندس یکی می‌داند که به گفتهٔ مالالاس در عهد دیوکلتیان به روم آمد و آموزه‌هایی مغایر با اکثریت مانویان داشت و به ایران رفت تا آموزه‌اش را بگستراند. فرقه او «دریست دینان» (τῶν Δαρισθενῶν) یعنی دارندگان دین درست خوانده می‌شد و مالالاس می‌گوید که خود قباد درست دین (ὁ Δαράσθενος برای ὁ Δαρίσθενος) بود. کریستین‌سن بوندس را لقبی افتخاری برای زرادشت (از فارسی میانه bwyndk) به معنای بسیار محترم می‌داند و مزدکیه را یک فرقه مانوی اصلاحی در نظر می‌گیرد. به هر حال، کالیما، زرادشت و بوندس را افرادی متفاوت می‌داند و یارشاطر زرادشت را در قرن پنجم میلادی قرار می‌دهد. بنا بر آریگونی، بوندس شکل اشتباه بودس و نتیجتاً نوعی بازشخصیت بخشی ساختگی به بودا است. یارشاطر معتقد است تأسیس جنبش زرادشت شاید همزمان با پایان هزارهٔ زرتشت بوده باشد که برخی محاسبات آن را در پایان قرن چهارم یا شروع قرن پنجم میلادی می‌داند. شاید هم آموزه‌ای باشد که ادورباد مارسپندان با آن می‌جنگیده، کسی که در عهد شاپور دوم که در معرض آزمون گذر از آتش قرار گرفت. به نظر می‌رسد منشأ این جنبش بیشتر زرتشتی بوده باشد تا مانوی، گرچه ویژگی‌های گنوستیکی به خود گرفته که بدان پیوستگی به مانویت می‌دهد. شاید به عنوان تلاشی برای مردمی کردن مزداییسم و گستراندن آن به عنوان شکلی غیر نخبه گرایانه که بتواند موانع طبقاتی را برطرف کرده و عموم مردم را جذب کند شروع شده باشد. در متن اوستای موجود، حمایت از سهیم شدن مساوی ثروت، زنان، و خرد وجود دارد، مثلاً در وندیداد چهار. ۴۴ «اگر همدینان (همودینا)، برادران و دوستان پول، همسر (زن)، یا خرد بخواهند به آنی که پول می‌خواهد باید پول داده شود، به آنی که زن می‌خواهد باید زن داده شود تا ازدواج کند، به آنی که خرد می‌خواهد باید کلام مقدس آموزش داده شود.» ابن ندیم خرمیهٔ اولیه (مزدکیان) را فرقه‌ای زرتشتی که مزدکی قدیمی بنا نهاده توصیف می‌کند، که پیروانش را امر کرد از لذایذ زندگی لذت ببرند، خواسته‌شان برای خوردن و آشامیدن را با روح برابری ارضا کنند، از سیطره بر یکدگر خودداری کنند، در زنان و خانواده سهیم شوند، سعی کنند کردار نیک کنند، از خونریزی و آسیب رساندن به دیگران خودداری کنند و مهمان نواز باشند.

## مزدک
در دورهٔ قباد، جنبش زرادشت به رهبری مزدک، که ابن ندیم او را مزدک جوانتر می‌خواند احیا شد. بنا بر طبری، او اهل مضربه در نزدیکی کوت العماره امروزی بود، گرچه وزندوک آن را در خوزستان می‌داند. استخر و تبریز هم به عنوان زادگاه مزدک ارائه شده‌اند. گفته می‌شود موبد بوده و کریستن‌سن او را با ایندرازار روحانوی مانوی یکی می‌داند، کسی که مالالاس می‌گوید توسط شاه ایران در حدود ۵۲۷ کشته شده. ایندارازار (ایندازاروس در تئوفون) را نولدکه اندرزگر (پند دهنده) تفسیر کرده؛ کلیما بیان کرده نام درست آن را ویندارازار می‌داند و حدس زد اگر مزدک یک لقب بوده باشد این نام واقعی او بوده‌است.
رشته اتفاقاتی که در پایان سدهٔ پنجم رخ دادند، منجر به افزایش تنگدستی و بروز انتظارات آخرالزمانی شد. ایران طی حکومت پیروز دچار یک دورهٔ هفت سالهٔ خشکسالی و قحطی شد. شکست از هفتالیان در ۴۸۴ پرداخت خراج به آنان را به ساسانیان تحمیل کرد. هفتالیان و جنگ‌های درون دودمانی هم ضربات شدیدی بر اشراف نظامی وارد کرد و قابلیت آنان برای نگهداری جایگاه ممتازشان را تضعیف کرد. شاید منفعت مشترک شاه و مردم در کاهش قدرت اشراف بزرگ باعث شده باشد قباد خود را مزدکی بداند. او شاید این جنبش را چون پایگاهی احتمالی برای حمایت گسترده علیه اشراف دیده باشد، و برنامهٔ آن را چون ابزاری برای بازگردانی پادشاهیش از طریق دگرگونی آن می‌دیده‌است. نولدکه قباد را حکمرانی توانا و پرقدرت نمایاند، که مزدکیه را با انگیزه‌هایی صرفاً سکولار، چون ابزاری برای کاستن از قدرت اشراف و روحانیون مورد استفاده قرار داده‌است. کریستین‌سن استدلال کرد که قباد نوکیشی صدیق و فرمانروایی نوع‌دوست بود که اعتقاد مذهبی و خواست رفاه بندگانش به او انگیزه می‌داد. پگولفسکایا قباد را یک مزدکی صدیق می‌دید تا یک فرمانروای تیز و زیرک. کلیما توصیف «نوع‌دوستی» کریستن‌سن از قباد را بر معنای رفتار او در جنگ‌ها رد می‌کند، گرچه منبعی عربی می‌گوید که قباد، به عنوان یک زندیق، از خون ریختن می‌هراسید. گرچه راهی برای مطمئن شدن وجود ندارد، به احتمال زیاد ترکیبی از منافع سیاسی و باور مذهبی به قباد انگیزه می‌داده‌است.
تا جایی که می‌توان از منابع متأخرتر آموزه‌هایی را که به مزدک نسبت داده می‌شود بازسازی کرد، به نظر می‌رسد او از برخورداری از چیزهای مادی به اعتدال، و یک نظم اجتماعی و اقتصادی صلح آمیز، مساوات خواهانه و غیر رقابتی حمایت می‌کرده‌است. مسکویه می‌گوید که مزدکیه «پیروان عدل» (العدلیه) خوانده می‌شدند و گاهی با فرقهٔ مساوات خواه گنوستیک Carpocratians که آنها هم خواهان عدالت اجتماعی بودند مقایسه می‌شدند. بنا بر الثعالبی، مزدک آموزش می‌داد که خدا برای زندگی ارزاقی برای مردم روی زمین قرار داده‌است که مردم به‌طور مساوی بین خود تقسیم کنند و به هیچ‌کس بیش از سهم خود نمی‌رسد؛ ولی مردم به یکدیگر احترام نگذاشتند و سعی کردند سیطره پیدا کنند؛ اقویا ضعفا را شکست داده و ابزار زندگی و مالکیت را به انحصار درآوردند. لازم بود که از غنی گرفته شود و به فقیر داده شود تا همگان در ثروت مساوی شوند. هرکس از املاک، زنان یا کالاهای بیشتری برخوردار است نسبت به آن حق بیشتری از دیگران ندارد. در اثر فردوسی، گفته می‌شود مزدک آموزش می‌داده که ثروت و زنان باید تسهیم شوند تا بر پنج دیو حسد، خشم، انتقام، نیاز و آز که انسان‌ها را از درستی بازمی‌دارد فائق آمده شود. به نظر می‌رسد این در تکذیبیهٔ یک فرقه گرا که شریک شدن زنان و اموال را به عنوان درمانی برای احساسات پیشنهاد می‌کند در دینکرد بازتاب یافته باشد.
چنین دیدگاه مثبت، نخبه ستیزانه‌ای در قبال مالکیت‌های مادی، اگر قابل اعتماد و موثق باشد، نمی‌تواند ریشهٔ مانوی داشته باشد. کریستین‌سن از آنجا ریشهٔ مانوی مزدکیه را تأیید کرد که آنان در منابع یونانی مانوی خوانده می‌شوند. شاید دشمنانشان در ایران آنان را به مانویت متهم کرده باشند، و مالالاس صرفاً این تهمت را تکرار کرده باشد یا نامی را برای این فرقهٔ ایرانی مورد استفاده قرار داده باشد که می‌شناخته. استدلال کلیما که مزدک از آن جا که در ایران بوده باید از ترمینولوژی مزدایی به عنوان وسیله‌ای برای ارتباط جمعی پروپاگاندای خود بهره می‌برده مبتنی بر این فرضیه است که مزداییسم در ایران قرن پنجم از نظر جغرافیایی و اجتماعی به‌طور یکنواخت پراکنده بوده‌است؛ ولی این محل تردید است که طبقات پایین در قرن پنجم از پیش مزدایی بوده‌اند؛ به نظر می‌رسد بیشتر مزدکیه وسیله‌ای برای پراکندن آموزهٔ مزدایی در بین آنان بوده‌است. پوچ مزدکیه را اصلاح خوش‌بینانهٔ مانویت می‌داند، ولی چنان‌که یارشاطر اشاره می‌کند، بیشتر منابع مزدکیه را اصلاح دین زرتشتی می‌دانند. ویژگی آنچه دربارهٔ آموزهٔ مزدک شناخته شده‌است دوگانه‌گرا و گنوستیک است تا به‌طور خاص مانوی. عناصر گنوستیکی که ادعا می‌شود مبنایی برای پیوستگی بین مزدکیه و مانویه‌اند عبارتند از صلح دوستی، زهد، اعتقاد به سرنوشت، تفسیر باطنی، رد مراسم مذهبی از منظر مخالفت با اخلاق مرسوم. ممنوعیت خونریزی در زمینهٔ پیمان اجتماعی ظاهر می‌شود و لزوماً صلح‌دوستانه یا گیاه‌خوارانه نیست. تنها مبنای دیگر برای ادعای زهد در مزدکیه تفسیری خصمانه از وندیداد است، iv. ۴۹ می‌گوید که مزدک، تماماً خود را خورد ولی دیگران را مجبور به گرسنگی و مرگ کرد.

## جنبش مزدک و کمونیسم
برخی از مورخین نهضت مزدک را نهضتی کمونیستی و مزدک را اولین کمونیست نامیده‌اند. برای مثال نلدکه جنبش مزدک را به علت شعارهای اشتراکی در اموال و زنان نخستین حرکت کمونیستی خوانده البته از دیدگاه او ایدئولوژی اشتراکی مزدک با سوسیالیسم عصر حاضر متفاوت بود و بیشتر جنبه دینی داشته. گریشمن دربارهٔ مزدک می‌گوید که «مزدک که آن را به حق کمونیسم ایرانی می‌نامند…»، یا در جای دیگر عنوان کرده که جنبش مزدک به دلیل شعارهای اجتماعی و اقتصادی آن است که آن را کمونیسم نامیده‌اند. در مقام مقایسه، کمونیسم در فرضیه‌های کارل مارکس جامعه‌ای است بی‌طبقه با مالکیت واحد همگانی مردم بر وسایل تولید و برابری کامل اجتماعی همهٔ اعضای جامعه. مارکس وعدهٔ پیروزی نهایی را به طبقهٔ کارگر داد که این وعده مارکس یادآور وعدهٔ نهایی پیروزی نور بر ظلمت توسط مزدک است، مارکس دو قطب مقابل زمان خود را طبقه بورژوا و پرولتاریا می‌نامد و مزدک طبقات نامتوازن اجتماعی را در جامعه خود مطرح کرد اما تفاوت عقیده این دو در این است که مزدک معتقد بود بعد از گسترش عدل در جامعه دیگر نباید منتظر اتفاقی در آن جامعه بود و با غلبه تودهٔ مردم ستم دیده پیروزی پایانی صورت گرفته‌است در حالی که نبرد طبقاتی در باور مارکس تا رسیدن به جامعه بدون طبقه همچنان ادامه دارد. اهداف و خواسته‌های مزدک بعد از یک انقلاب مردمی و بدون گذراندن مراحل ویژه به‌دست می‌آید ولی رسیدن به اهداف مارکس فرایندی مرحلهٔ است. شکاف عمیق بین عقاید مزدک و مارکس زمانی نمایان می‌شود که مارکس تا جایی پیش می‌رود که خواهان این است که کارگران بعد از به دست آوردن قدرت سیاسی باید طبقهٔ حاکم برای خود تشکیل دهند و مالکیت خصوصی لغو شود در صورتی که مزدک نه تنها به فکر تشکیل یک طبقه مجزا حکومتی در برابر اشراف نیست بلکه او خواهان نابودی قوانینی بود که فقر و عذاب را برای مردم عادی به همراه آورده بود و با مالکیت خصوصی مشکلی ندارد. بعضی از مورخان عنوان کرده‌اند چون مزدک موضوع اشتراک اموال و زنان را عنوان کرده پس اندیشه‌های او دارای ابعاد کمونیستی هم بود اما مارکس الغای خانواده را نمی‌خواست و معتقد بود که ساختارهای غیر نظام‌مند خانوادگی در طبقه بورژوا خود را به شکل فساد و فحشا در طبقه پرولتاریا نمایان می‌کند، و معتقد بود خانواده به معنی بورژوازی آن نیز باید از بین خواهد رفت اما مزدک در پی استحکام بخشیدن به بنیان خانواده داشت. از نگاه مارکس در مبازره طبقه کارگری دین ریشه کن خواهد شد در حالی که مزدک عقاید خودش را در غالب دین بیان کرد. مارکس برای رسیدن به هدف آرمانی استفاده از هر وسیله را مجاز می‌داند، شیوه‌های رسیدن به اهداف جامعه کمونیستی به‌حد اعلای خشونت رسیده در حالی که مزدک در راه مبازره خود عدم خشونت را تبلیغ می‌کرد.

## در اروپا
صعود سوسیالیسم و کمونیسم در اروپا علاقهٔ ویژه‌ای به تاریخ این جنبش برانگیخت و مزدکیان در صد سال اخیر مورد توجه قابل توجهی بوده‌اند. اولین تلاش مهم برای مطالعه سازمان یافتهٔ این فرقه را نولدکه انجام داد که منابع یونانی، سریانی، عربی و فارسی را گردآورد و واقعیات اساسی در خصوص تاریخ این جنبش را بیان کرد. مطالعهٔ او مبنایی برای همهٔ پژوهش‌های بعدی بوده‌است؛ او بر ذات مذهبی جنبش تأکید کرد و قباد را شاهی مصمم و سیاستمداری توانا تصویر کرد که به مزدکیه گرایش داشت؛ ولی نه به عنوان آیین بلکه، با هدف مهار کردن قدرت اشراف و روحانیون.